# Hoya ovalifolia
Hoya ovalifolia là một loài thực vật có hoa trong họ La bố ma. Loài này được Wight & Arn. mô tả khoa học đầu tiên năm 1834.